# Exetastes ocellatus
Exetastes ocellatus là một loài tò vò trong họ Ichneumonidae.